# San Marco (sestiere)

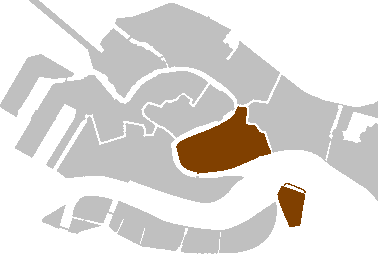
Sestiere San Marco in Venetië.

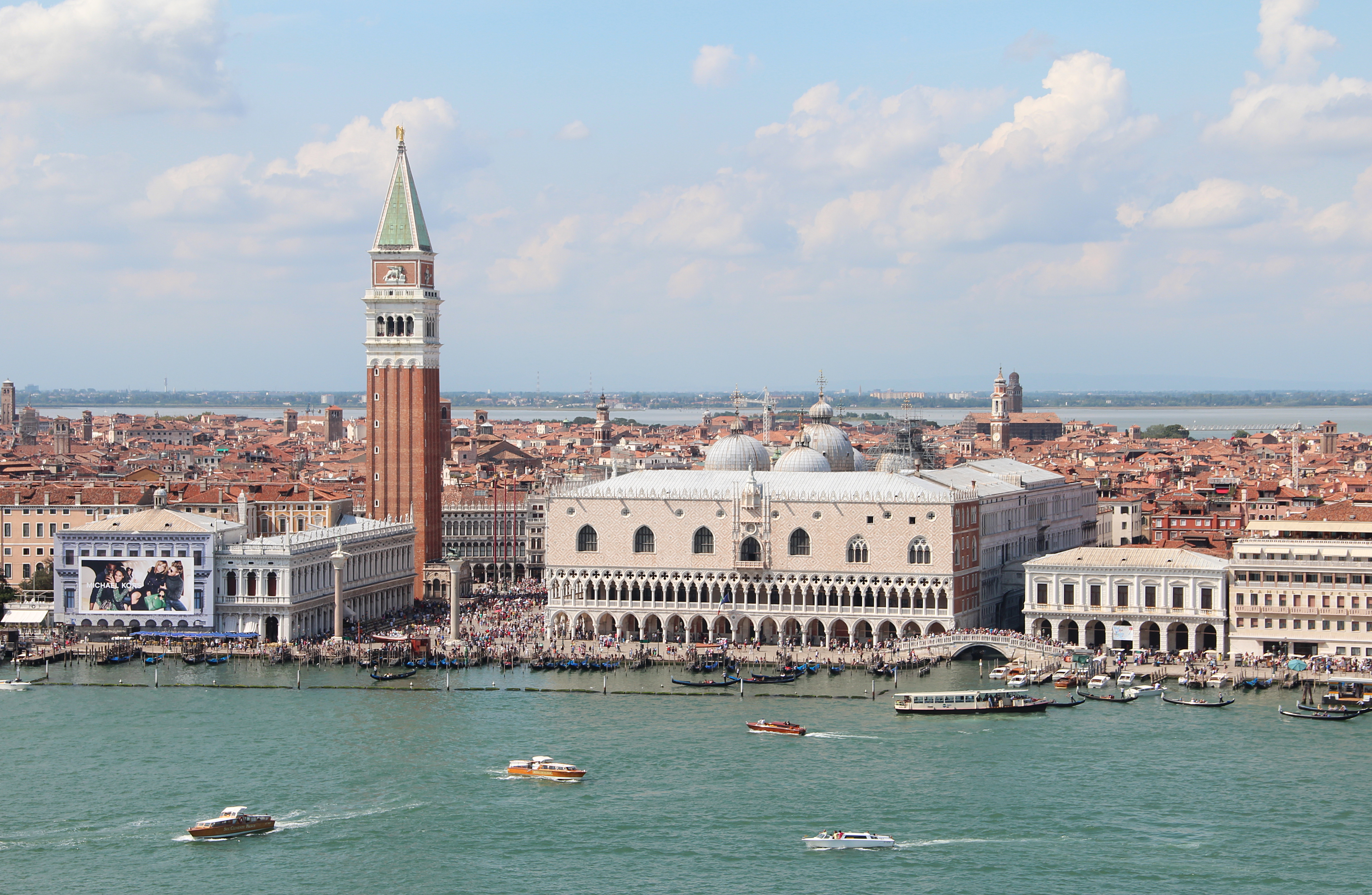
San Marco gezien vanaf de campanile van de basiliek van San Giorgio Maggiore.

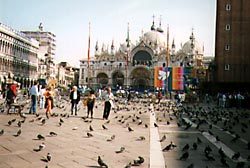
Piazza San Marco

San Marco is een van de zes sestieri van Venetië. Het stadsdeel vormt het hart van de Republiek Venetië sinds haar oprichting.
Het noordelijkste deel grenst aan Cannaregio, het oosten aan Castello en in het zuiden en westen vormt het Bacino di San Marco en Canal Grande de grens.
Het eiland San Giorgio Maggiore hoort ook bij dit stadsdeel.
Het gebied is dichtbebouwd en vroeger bevond zich hier Venetië's regering. Vandaag de dag is het gebied sterk toeristisch, waardoor er veel hotels, dure winkels, banken enzovoort zijn.